# Henri Duret
Henri Duret (ur. 7 lipca 1849 w Condé-sur-Noireau, zm. 7 kwietnia 1921 w Lille) – francuski lekarz, chirurg i neurochirurg. Zajmował się lokalizacją ośrodków mózgu i jego unaczynieniem; upamiętniony jest w eponimicznej nazwie krwotoków Dureta do pnia mózgu. Przez większość życia związany z Lille, w latach I wojny światowej organizował we Francji placówki Czerwonego Krzyża. 